# 角田浜
角田浜（かくだはま）は、新潟県新潟市西蒲区の大字。郵便番号は953-0011。

## 概要
1901年（明治34年）から現在までの大字。地名は角田山にちなんだもので、角田山麓の妙光寺や岩穴洞窟遺跡に日蓮に関する伝説がある。
第二次世界大戦後に新潟市の近郊砂丘農業地として砂丘地が開発され、スイカやダイコン、チューリップなどの栽培がおこなわれている。また1990年代以降にワイナリーが設立されワインの製造もおこなわれており、隣接する越前浜とともに新潟市におけるワイナリーの集積地となっている。

### 隣接する町字
北から東回り順に、以下の町字と隣接する。
- 越前浜
- 稲島
- 伏部
- 竹野町
- 五ヶ浜

## 地域
角田山麓の日本海側に面しており、角田浜海水浴場がある。また、区域内に越前浜の飛び地がある。

## 歴史
- 1901年（明治34年）11月1日 : 合併により角田村の大字となる。
- 1955年（昭和30年）1月1日 : 合併により巻町の大字となる。
- 1992年（平成4年）4月16日 : カーブドッチが設立される[5]。
- 2005年（平成17年）10月10日 : 合併により新潟市の大字となる。
- 2007年（平成19年）4月1日 : 新潟市の政令指定都市移行により、西蒲区の大字となる。
- 2011年（平成23年）
  - カンティーナ・ジーオセットが設立される[6]。
  - 9月 : ドメーヌ・ショオが設立される[7]。

## 世帯数と人口
2018年（平成30年）1月31日現在の世帯数と人口は以下の通りである。
| 大字   | 世帯数  | 人口  |
| ------ | ------- | ----- |
| 角田浜 | 216世帯 | 587人 |

## 小・中学校の学区
市立小・中学校に通う場合、学区は以下の通りとなる。
| 番地 | 小学校             | 中学校             |
| ---- | ------------------ | ------------------ |
| 全域 | 新潟市立越前小学校 | 新潟市立巻西中学校 |

## 主な企業・施設
- 上堰潟公園
- 湯之腰温泉

ワイナリー
- カーブドッチ
- カンティーナ・ジーオセット
- ドメーヌ・ショオ

寺院
- 妙光寺
- 願正寺

工場
- 福田石材角田工場

## 観光
角田浜海水浴場（かくだはまかいすいよくじょう）
角田浜にある海水浴場。シーサイドラインが開通し浜茶屋がたちならぶなど、新潟市郊外の保養地としてにぎわう。

## 交通
- 国道402号
- 新潟県道46号新潟中央環状線
- 新潟県道562号角田山麓公園線
- 新潟交通観光バス